# Galbula dea
El jacamará colilargo, jacamar del paraíso o jacamar negro (Galbula dea) es una especie de ave piciforme de la familia Galbulidae que se encuentra en Bolivia, Perú, Ecuador, Colombia, Brasil y Guayana Francesa, Surinam y Guyana.

## Hábitat
Común en el dosel del interior y los bordes de los bosques de terra firme y en el bosque de galería. Como se posa en las ramas más altas, pasa desapercibido hasta que canta. Se ha encontrado a menos de 300 m de altitud.

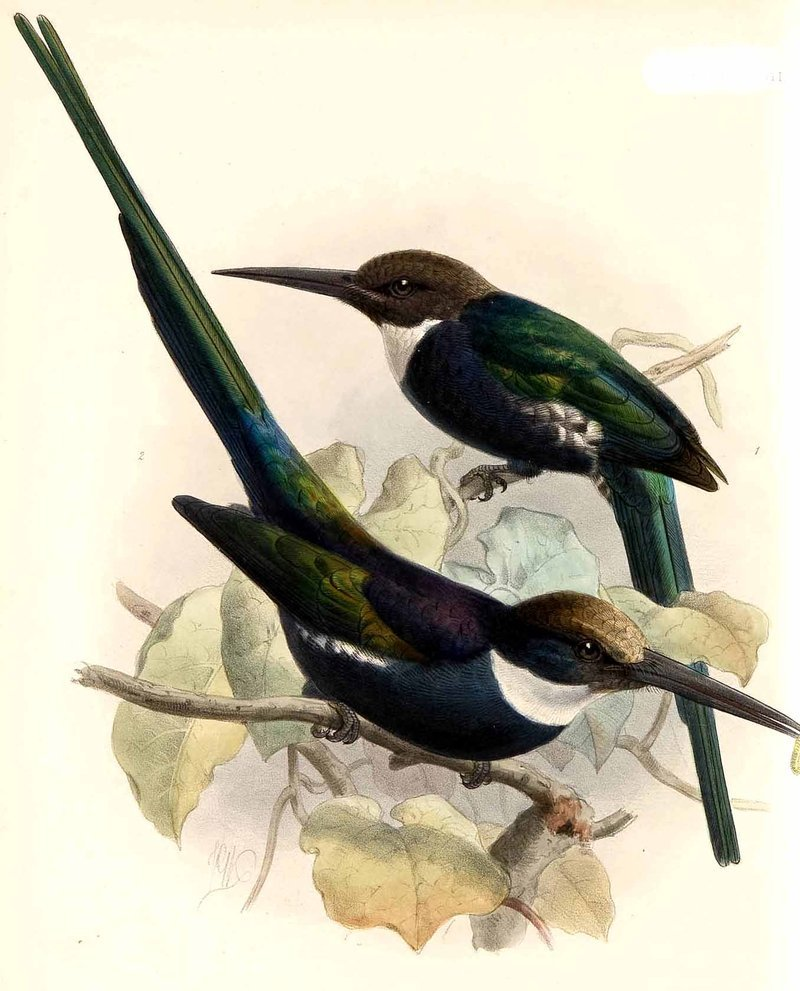
Galbula dea ilustración de Keulemans.

## Descripción
En promedio mide 31 cm de longitud, la mitad de los cuales corresponden a su cola, y pesa 32 g. La mayoría del plumaje es azul oscuro negruzco, que contrasta con la garganta blanca; el píleo es de color marrón ahumado y las alas de un verde bronceado lustroso. Su largo pico tiene forma de aguja y la cola parece un estilete.

## Taxonomía
La especie fue descrita científicamente por Carlos Linneo en su obra Systema naturae en 1758 con el nombre de Alcedo dea. Dos años después Mathurin Jacques Brisson creó el género Galbula, al cual se trasladó esta especie. Se reconocen cuatro subespecies:
- Galbula dea amazonum (Sclater, 1855)
- Galbula dea brunneiceps (Todd, 1943)
- Galbula dea dea (Linneo, 1758)
- Galbula dea phainopepla (Todd, 1943)

## Comportamiento

### Alimentación
Se alimenta de insectos. Ejecuta ágiles vuelos cortos para capturarlos.

### Reproducción
Anida en agujeros excavados en los montículos de termitas en las copas de los árboles.